# Trudi Le Caine
Trudi Le Caine (geboren als Gertrude Janowski; * 1911 in Passau/Niederbayern; † 5. September 1999 in Ottawa) war eine kanadische Kunstmäzenin deutscher Herkunft, bekannt als doyenne of arts patrons in Ottawa.

## Leben
Gertrude Janowski floh 1933 mit ihrer Mutter und ihrem Stiefvater, dem Musikpädagogen Arnold Walter, aus dem nationalsozialistischen Deutschland nach Spanien. Nach dem Ausbruch des Spanischen Bürgerkrieges ging sie nach Paris und begann ein Studium an der Sorbonne, das sie vor der deutschen Invasion 1940 als Lehrerin abschloss. 
Sie flüchtete nunmehr nach Kanada und kam zunächst nach Toronto. Ab 1942 lebte sie in Ottawa, wo sie eine Arbeit als Zensorin für die Briefe deutscher Kriegsgefangener fand, und unterrichtete dann Französisch an der Broadview Public School. 1946 wurde sie Patronin der Ottawa Children’s Concerts, für die sie im Fundraising aktiv war und Konzerte organisierte. 
1961 heiratete Gertrude Janowski Hugh Le Caine, einen Pionier der elektronischen Musik in Kanada. 1969 wurde das National Arts Centre eröffnet, dessen Gründung sie von Beginn an unterstützt hatte. Zudem gehörte sie zum Vorstand der Friends of the National Arts Centre Orchestra. Auf ihre Anregung geht auch die Einrichtung einer Schlittschuhbahn auf dem Rideau Canal zurück. In späteren Jahren unterstützte Le Caine Ottawas Gesellschaft für Neue Musik Espace Musique und die Opera Lyra. Für ihre vierzig Jahre währende Unterstützung der Kunst in der Region Ottawa wurde sie 1991 als Member des Order of Canada ausgezeichnet.